# Liga Premier de Fútbol de Belice
La Liga Premier de Fútbol de Belice fue la primera división de fútbol a nivel de clubes en Belice y que fue sancionada por la Federación de Fútbol de Belice.
El torneo desapareció en el año 2011 luego de fusionarse con la Super Liga de Belice para crear una nueva primera categoría en el país: la Liga Premier de Belice.

## Equipos 2010/11 (Última Temporada)
- Belize Defence Force (Ciudad de Belice)
- Belmopan Blaze (Belmopán)
- FC Belize (Ciudad de Belice)
- Griga United (Dangriga)
- Hankook Verdes United (Benque Viejo)
- San Felipe Barcelona (Orange Walk Town)
- San Pedro Sea Dogs (San Pedro Town)
- Toledo Ambassadors (Toledo District)

*Fuente:

## Ediciones anteriores

### Campeonato Interdistrital
- 1969/70 : FC San Joaquín
- 1976/77 : Queens Park Rangers (Stann Creek United)
- 1978/79 : Queens Park Rangers (Stann Creek United)

### BPFL Champions (1991-97 BSFL, 1997-2003 BFL)
A partir de la temporada 1991/92 el torneo pasó a ser de categoría semi-profesional.
- 1991/92 : La Victoria (Corozal)
- 1992/93 : Acros Caribe (Ciudad de Belice)
- 1993/94 : La Victoria (Corozal)
- 1994/95 : Acros Crystal (Ciudad de Belice)
- 1995/96 : Suga Boys Juventus (Orange Walk)
- 1996/97 : Suga Boys Juventus (Orange Walk)
- 1997/98 : Suga Boys Juventus (Orange Walk)
- 1998/99 : Suga Boys Juventus (Orange Walk)
- 1999/00 : Sagitún (Independence)
- 2000/01 : Kulture Yabra FC (Ciudad de Belice)
- 2001/02 : Kulture Yabra FC (Ciudad de Belice)

### Torneo FFB "A"
- 2002/03 : New Site Erei (Dangriga)
- 2003/04 : Boca Juniors

### BPFL Regent Challenge Champions Cup (Liga Disidente)
- 2002/03 : Sagitún (Independence)
- 2003/04 : Kulture Yabra FC (Ciudad de Belice)
- 2004 : Sagitún (Independence)

### BPFL Reunificada
- 2005 : Suga Boys Juventus (Orange Walk)
- 2005/06 : New Site Erei (Dangriga)
- 2006 : New Site Erei (Dangriga)

### RFG Insurance League
- 2006-07: FC Belize (Ciudad de Belice)
- 2007: FC Belize (Ciudad de Belice)
- 2007-08: Hankook Verdes (San Ignacio)
- 2008-09: Ilagulei FC (Dangriga)
- 2009: Nizhee Corozal (Corozal)
- 2009-10: Belize Defence Force (Apertura)

### Caribbean Motors Cup
- 2009-10: Belize Defence Force (Clausura)
- 2010-11: Belize Defence Force (Apertura)

## Goleadores (desde 1991)
| Temporada | Nombre                | Club                 | Goles |
| --------- | --------------------- | -------------------- | ----- |
| 1991-92   | Orlando Pinelo        | San Pedro FC         | 9     |
| 1992-93   | Felipe Moreno         | Suga Boys Juventus   | 13    |
| 1993-94   | Mario Sikonga         | San Pedro FC         | 11    |
| 1994-1995 | Terencio Bennett      | La Victoria          | 10    |
| 1995-96   | Norman Nuñez          | Suga Boys Juventus   | 9     |
| 1996-97   | David McCauley        | FC Corozal           | 14    |
| 1997-98   | Christopher Hendricks | Suga Boys Juventus   | 11    |
| 1998-99   | Oliver Hendricks      | La Victoria Dolphins | 14    |
| 1999-00   | Oliver Hendricks      | San Pedro Dolphins   | 11    |
| 2000-01   | Norman Nuñez          | Kulture Yabra FC     | 14    |
| 2001-02   | Bent Burgess          | Griga United         | 17    |
| 2002-03   | Rudolph Flowers       | Suga Boys Juventus   | 8     |
| 2003-04   | Kenton Gálvez         | Jacintoville United  | 11    |
| 2005-06   | Deon McCauley         | Kremandala           | 11    |
| 2006      | Norman Nuñez          | New Site Erei        | 13    |
| 2007-08   | Daniel Jiménez        | Hankook Verdes       | 19    |
| 2010-11 A | Christian Okonkwo     | FC Belize            | 11    |
| 2010-11 C | Evan Mariano          | Belize Defence Force | 7     |

A = Apertura, C = Clausura